# Ensayo sónico
Un ensayo sónico es un tipo de ensayo que usado para realizar una medición o verificación (directa o indirecta) de alguna magnitud física que emplea algún tipo onda mecánica (si esta onda se propaga al aire y es audible se habla propiamente de onda sonora).
Por ejemplo, este término es uno de los empleados en geotecnia, junto a sondeo sónico y "ultrasonic crosshole" en inglés americano, para referirse al ensayo de transparencia sónica en cimentaciones profundas y elementos de contención.